# فسفرین

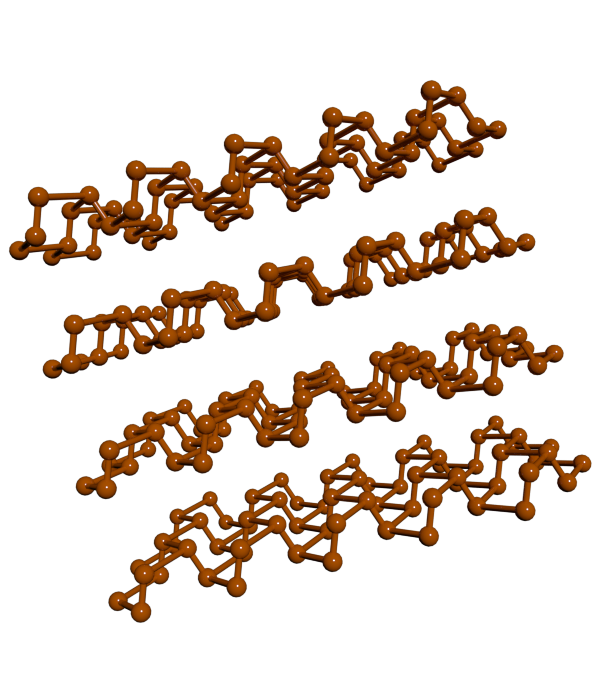
فسفر سیاه بالک (توده) از چند صفحه فسفرین تشکیل شده است.

فسفرین ماده‌ای دوبعدی متشکل از فسفر است. از یک تک‌لایه سنتز شده شامل  لایه فسفر سیاه (آلوتروپ یا دگرشکل پایدار فسفر) تشکیل شده‌است. نام فسفرین  به‌خاطر شباهت به گرافین به عنوان یک لایه واحد از گرافیت معرفی شده است. در میان مواد دو بعدی، فسفرین به عنوان رقیبی سرسخت برای گرافین ظاهر شد زیرا در مقابل گرافین، فسفرین دارای یک شکاف انرژی (نوار ممنوعه) بنیادی غیر صفر است که می‌تواند توسط کرنش و تعداد لایه‌های انباشته نیز تنظیم شود.   فسفرین برای اولین بار در سال ۲۰۱۴ توسط لایه‌برداری مکانیکی جدا شد.  

## تاریخچه
در سال ۱۹۱۴ فسفر سیاه، یک آلوتروپ نیمه‌رسانای لایه‌ای از فسفر، سنتز شد.  نشان داده شده‌است که این آلوتروپ تحرک حامل بالایی از خود نشان می‌دهد.  در سال ۲۰۱۴، چندین گروه تحقیقاتی    فسفرین تک‌لایه را (یک لایه) از فسفر سیاه جدا کردند. به دلیل وجود شکاف انرژی که می‌تواند از طریق اصلاح ضخامت، خواص فوتوالکترونیک ناهمسانگرد و تحرک زیاد حامل، تنظیم شود، توجه جدیدی را به خود جلب کرد.         فسفرین در ابتدا با استفاده از لایه‌برداری مکانیکی تهیه شد، روشی که معمولاً در تولید گرافین استفاده می‌شود که تولید انبوه آن دشوار است. لایه‌برداری مایع   روشی امیدوار کننده برای تولید مقیاس‌پذیر فسفرین است.

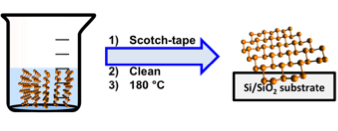
سنتز میکروشکاف بر پایه نوار اسکاچ فسفرین

## سنتز

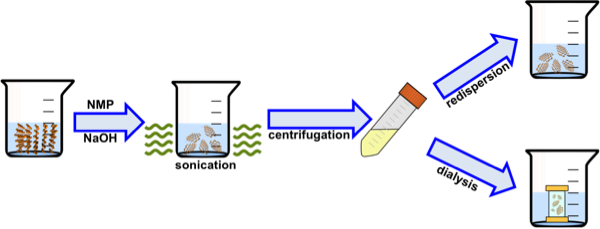
سنتز فسفرین بر پایه لایه‌برداری مایع

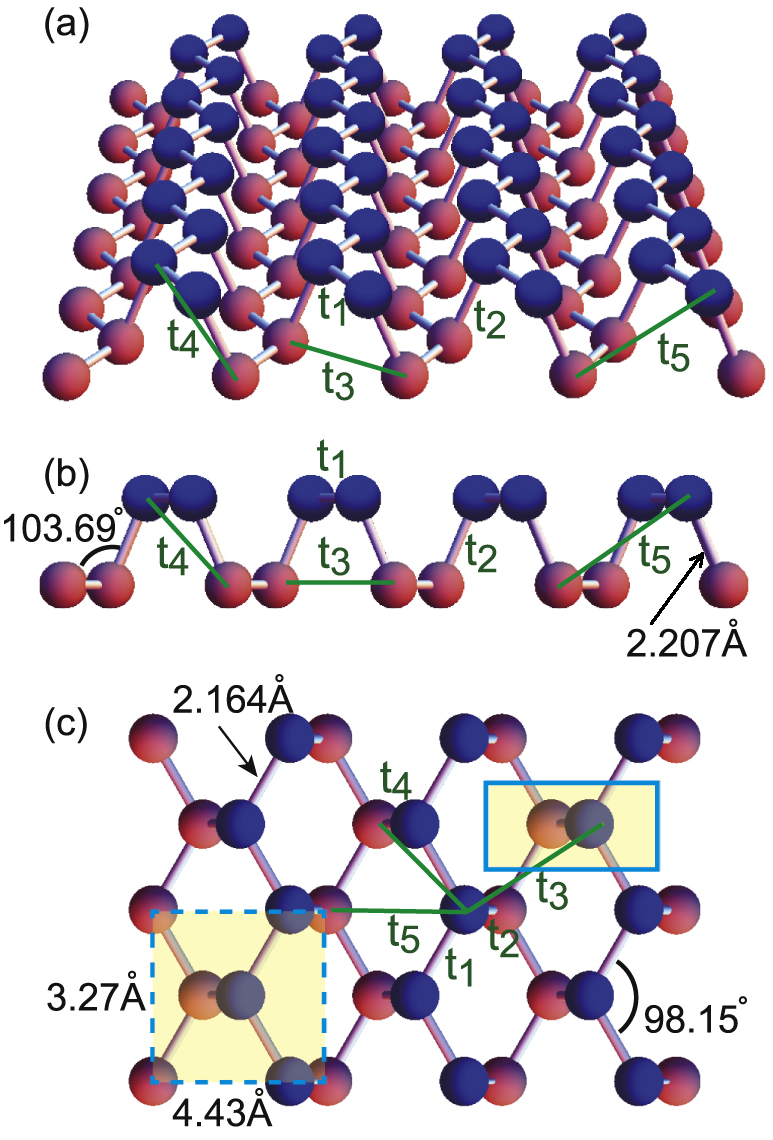
ساختار فسفرین: (الف) نمای کج، (ب) نمای جانبی، (ج) نمای بالا. توپ‌های قرمز (آبی) نشان‌دهنده اتم‌های فسفر در لایه پایین (بالا) هستند.

سنتز فسفرین یک چالش قابل‌توجه است. در حال حاضر، دو روش اصلی برای تولید فسفرین وجود دارد: لایه‌برداری میکرونی مبتنی بر نوار اسکاچ  و لایه‌برداری مایع،   در حالی که چندین روش دیگر نیز در حال توسعه است. تولید فسفرین از اِچ پلاسما نیز گزارش شده‌است. 
در لابه‌برداری میکرونی مبتنی بر نوار اسکاچ،  فسفرین با استفاده از نوار اسکاچ از قسمت عمده‌ای از بلور فسفر سیاه لایه‌برداری می‌شود. سپس فسفرین روی یک بستر Si/SiO۲ منتقل می‌شود و سپس با استون، ایزوپروپیل الکل و متانول تمیز می‌شود تا باقیمانده نوار اسکاچ پاک شود. سپس نمونه تا ۱۸۰ درجه سانتیگراد برای از بین بردن باقیمانده حلال، گرم می‌شود.
در روش لایه‌برداری مایع اولین‌بار توسط برنت و همکاران گزارش شد. در سال ۲۰۱۴  توسط دیگران اصلاح شده‌است،  فسفر سیاه بالک ابتدا در هاون آسیاب می‌شود و سپس در مایعات آلی بی‌آب و اکسیژن‌زدایی‌شده مانند متیل‌پیرولیدون (NMP) تحت اتمسفر بی‌اثر با استفاده از حمام فراصوت کم‌توان، تحت امواج فراصوت قرار می‌گیرد. سوسپانسیون‌ها به مدت ۳۰ دقیقه سانتریفیوژ می‌شوند تا فسفر سیاه لایه‌برداری‌شده را فیلتر کند. تک‌لایه حاصل و فسفرین کم‌لایه غیر اکسیدشده با ساختار بلوری، در حالی که قرار گرفتن در معرض هوا، فسفرین را اکسید کرده و اسید تولید می‌کند.
نوع دیگر لایه‌برداری مایع  "لایه‌برداری مایع پایه N-متیل-۲-پیرولیدون (NMP)" است. فسفرین سیاه بالک به محلول اشباع‌شده NaOH/NMP اضافه می‌شود که برای انجام لایه‌برداری مایع به مدت ۴ ساعت بیشتر تحت فراصوت قرار می‌گیرد. سپس محلول، یکبار به مدت ۱۰ دقیقه برای جدا کردن فسفر سیاه بدون لایه‌برداری و سپس به مدت ۲۰ دقیقه با سرعت بالاتر برای جدا شدن لایه‌های ضخیم فسفرین (۵ تا ۱۲ لایه) از متیل‌پیرولیدون سانتریفیوژ می‌شود. سپس مایع شناور در سطح مجدداً با سرعت بالاتر به مدت ۲۰ دقیقه سانتریفیوژ می‌شود تا لایه‌های نازک‌تر فسفرین (۱ تا ۷ لایه) جدا شود. رسوب حاصل از سانتریفیوژ مجدداً در آب پخش می‌شود و چندین بار توسط آب یون‌زدوده شسته می‌شود. قطره‌های محلول فسفرین/آب بر روی سیلیکون با ضخامت ۲۸۰ نانومتر از SiO۲ انداخته شده و تحت خلاء خشک می‌شود. با استفاده از روش لایه‌برداری مایع متیل‌پیرولیدون، فسفرین با اندازه و تعداد لایه قابل کنترل، پایداری عالی در آب و عملکرد بالا سنتز می‌شود. 
از معایب روش‌های فعلی می‌توان به زمان فراصوت طولانی، استفاده از حلال‌هایی با نقطه‌جوش زیاد و بازده کم اشاره کرد. بنابراین، سایر روش‌های فیزیکی برای لایه‌برداری مایع، هنوز در حال توسعه است. یک روش با کمک لیزر که توسط ژنگ و همکارانش  توسعه یافته‌است، در طی ۵ دقیقه عملکرد امیدوارکننده تا ۹۰٪ را نشان داده است. فوتون‌های لیزر با سطح بلور فسفر سیاه بالک اندرکنش کرده و باعث می‌شوند حباب‌های حلال و پلاسما اندرکنش لایه‌ای را تضعیف کنند. بسته به انرژی لیزر، حلال (اتانول، متانول، هگزان و غیره) و زمان تابش، تعداد لایه و اندازه جانبی فسفرین کنترل می‌شود.

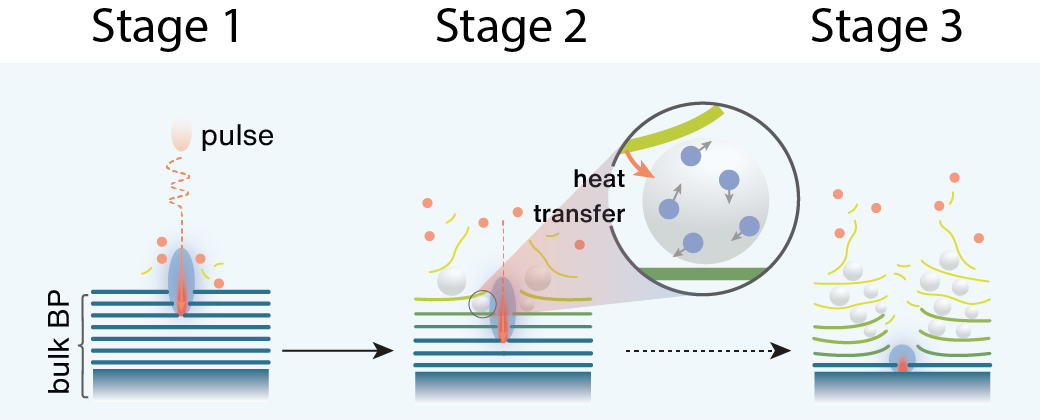
لایه‌برداری فسفر سیاه در مایعات به کمک لیزر.

تولید زیاد فسفرین توسط بسیاری از گروه‌ها در حلال‌ها نشان داده شده‌است اما برای تحقق کاربردهای بالقوه این ماده، نشاندن این نانوصفحه‌ها به طور مستقل در حلال‌ها روی زیرلایه‌ها به روش اصولی، بسیار مهم است. کائور و همکاران  سنتز، ترازبندی فصل مشترکی-محور و خصوصیات عملکردی فسفرین نیمه‌رسانای چندلایه را با استفاده از مونتاژ لانگمویر-بلودجت را انجام دادند. این اولین مطالعه‌ای است که یک راه‌حل ساده و همه‌جانبه را در مورد چالش مونتاژ نانوصفحه‌های فسفرین بر روی زیرلایه‌های مختلف و استفاده از این نانوصفحه‌ها در یک دستگاه الکترونیکی ارائه می‌دهد. بنابراین، روش‌های مونتاژ مرطوب مانند لانگمویر-بلودجت به‌عنوان یک نقطه ورود جدید بسیار با ارزش برای کشف خصوصیات الکترونیکی و همچنین نوری-الکترونیکی (اپتوالکترونیکی) فسفرین و همچنین سایر مواد غیر آلی لایه‌ای دوبعدی عمل می‌کنند.
رشد مستقیم فسفرین دوبعدی از طریق اپیتکسی (برآرایی) هنوز یک چالش است زیرا ثبات فسفرین سیاه نسبت به زیرلایه بسیار حساس است که با شبیه‌سازی‌های نظری قابل درک است.  

## خواص

### ساختار

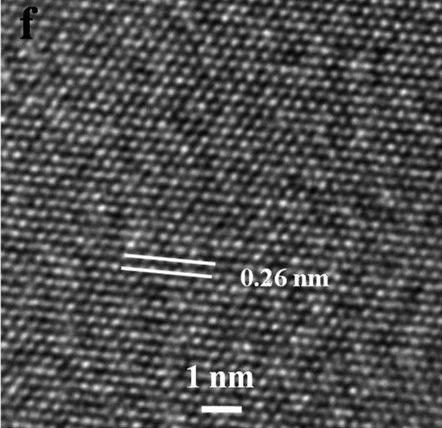
ریزنگار الکترونی از نمای بالای فسفرین

مواد دو بعدی فسفرین از لایه‌های جداگانه‌ای تشکیل شده‌است که به جای پیوندهای کووالانسی یا یونی که در اکثر مواد یافت می‌شوند، توسط نیروهای واندروالس در کنار هم نگه داشته می‌شوند. پنج الکترون در اوربیتال ۳p از اتم فسفر وجود دارد، در نتیجه باعث تشکیل هیبریداسیون sp۳ اتم فسفر موجود در ساختار فسفرین می‌شود. فسفرین تک‌لایه ساختار هرم چهارگوش دارد زیرا سه الکترون اتم فسفر با سه اتم فسفر دیگر به صورت کووالانسی در طول پیوند ۲.۱۸ آنگسترومی به صورت کووالانسی پیوند برقرار می‌کنند و یک جفت تنها باقی می‌گذارند.  دو اتم فسفر در صفحه لایه با زاویه ۹۹ درجه از یکدیگر قرار دارند و فسفر سوم بین لایه‌ها در ۱۰۳ درجه است و میانگین زاویه ۱۰۲ درجه را نشان می‌دهد.
طبق محاسبات نظریه تابعی چگالی (DFT)، فسفرین در یک ساختار شبکه لانه‌زنبوری با حالت غیرصفحه‌ای قابل‌توجه در شکل، برجستگی‌های ساختاری تشکیل می‌شود. پیش‌بینی شده است که ساختار بلوری فسفر سیاه را می‌توان تحت فشار زیاد تشخیص داد.  این بیشتر به دلیل فشرده‌شدن ناهمسانگرد فسفر سیاه به‌دلیل ساختارهای بلوری نامتقارن است. به‌عبارت دیگر، پیوند واندروالسی می‌تواند در جهت محور z بسیار فشرده شود. با این حال، تغییر فشرده‌سازی زیادی در صفحه x-y متعامد وجود دارد.
گزارش شده است که کنترل سرعت گریز از مرکز در مراحل تولید، می‌تواند به تنظیم ضخامت یک ماده کمک کند. به‌عنوان مثال، می‌توان با سانتریفیوژ با دور ۱۸۰۰۰ دور در دقیقه در طی سنتز، فسفرین با قطر متوسط ۲۱۰ نانومتر و ضخامت ۲.۸ نانومتر با دقت ۱.۵± نانومتر (۲ تا ۷ لایه) تولید کرد. 

### شکاف انرژی و خواص هدایت الکتریکی

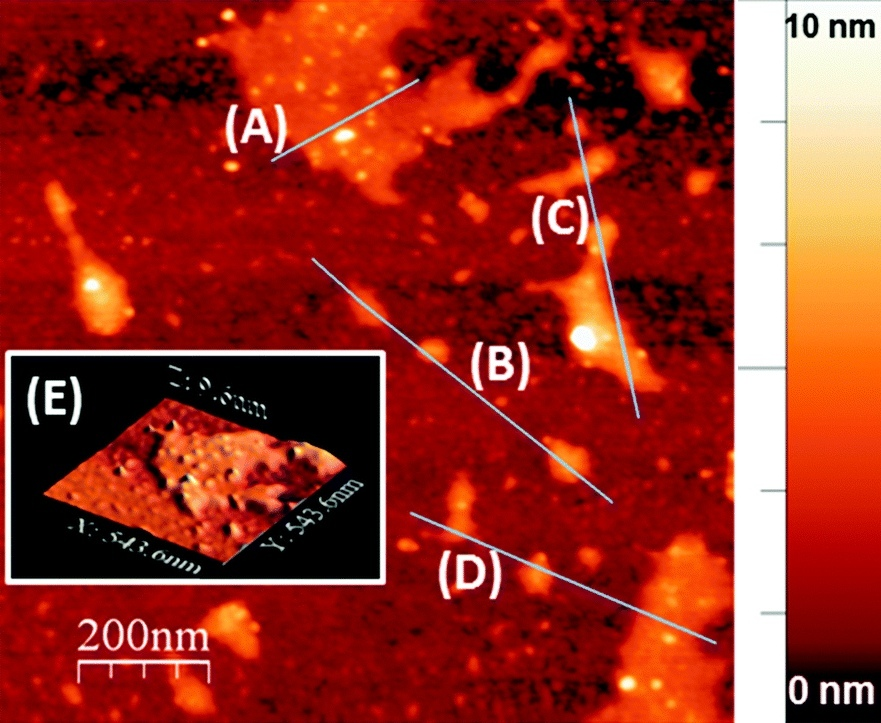
تصاویر میکروسکوپ نیروی اتمی (AFM) از صفحه‌های فسفرین چندلایه تولیدشده توسط لایه‌برداری فراصوت از فسفر سیاه در داخل محلول متیل‌پیرولیدون و پوشش دورانی بر روی زیرلایه SiO_{۲}/Si.

فسفرین دارای یک شکاف نواری مستقیم وابسته به ضخامت است که از مقدار حالت بالک ۰.۳ الکترون‌ولت به مقدار حالت تک‌لایه ۱.۸۸ الکترون‌ولت افزایش پیدا می‌کند.  افزایش مقدار شکاف نواری در فسفرین تک‌لایه پیش‌بینی می‌شود که به‌دلیل عدم وجود هیبریداسیون بین‌لایه‌ای در نزدیکی بالای نوار ظرفیت و پایین نوار هدایت باشد.  یک قله برجسته متمرکز در مقدار حدود ۱.۴۵ الکترون‌ولت، تفاوت ساختار شکاف نواری را در فسفرین چندلایه یا تک‌لایه با بلورهای بالک نشان می‌دهد. 
در خلاء یا روی زیرلایه ضعیف، یک بازسازی جالب با خاتمه لبه‌ای فسفرین در نانولوله بسیار آسان است و باعث تبدیل لبه فسفرین از فلز به نیمه‌رسانا می‌شود. 

### پایداری در هوا

تصویر میکروسکوپ نیروی اتمی (AFM) نمونه فسفرین چندلایه به مدت ۷ روز به‌طور مداوم گرفته می‌شود. فسفرین با اکسیژن و آب واکنش داده و حباب‌های فاز مایع ایجاد می‌کند.

یک عیب مهم فسفرین، پایداری کم آن در هوا است.       فسفرین متشکل از فسفر رطوبت‌گیر (نم‌بینی) و با نسبت سطح به حجم بسیار بالا، با بخار آب و اکسیژن به کمک نور مرئی واکنش نشان می‌دهد  و در طی چند ساعت کاهش می‌یابد. از طریق فرایند تخریب، فسفرین (جامد) با اکسیژن/آب واکنش می‌دهد و حباب‌های اسیدی فاز مایع را در سطح ایجاد می‌کند و در نهایت تبخیر می‌شود (بخار) تا کاملاً تبدیل شده (تخریب S-B-V) و کیفیت کلی را به شدت کاهش می‌دهد. 

## کاربردها

### ترانزیستور
پژوهشگرها  ترانزیستورهای از جنس فسفرین ساخته‌اند تا عملکرد آن را در دستگاه‌های واقعی بررسی کنند. ترانزیستور مبتنی بر فسفرین از یک کانال ۱.۰ میکرومتر تشکیل شده‌است و از فسفرین چندلایه‌ای با ضخامت متغیر از ۲.۱ تا بیش از ۲۰ نانومتر استفاده می‌کند. کاهش مقاومت الکتریکی کل با کاهش ولتاژ گیت (یکی از پایه‌های ترانزیستور) مشاهده می‌شود که نشان‌دهنده مشخصه نوع p فسفرین است. رابطه I-V (جریان-ولتاژ) خطی ترانزیستور در درین (یکی از پایه‌های ترانزیستور) کم‌بایاس، خواص تماس خوب در فصل مشترک فسفرین/فلز را نشان می‌دهد. اشباع جریان خوب در مقادیر درین بایاس بالا مشاهده شده‌است. با این حال، مشاهده شد که در مقایسه با فسفر سیاه بالک، تحرک در فسفرین چندلایه کاهش می‌یابد. تحرک اثر میدانی ترانزیستور مبتنی بر فسفرین وابستگی زیادی را به ضخامت نشان می‌دهد و در حدود ۵ نانومتر به اوج خود می‌رسد و با افزایش بیشتر ضخامت کریستال به‌طور پیوسته کاهش می‌یابد.
رسوب لایه اتمی (ALD) لایه دی‌الکتریک و/یا پلیمر آبگریز به‌عنوان لایه‌های کپسوله‌سازی به منظور جلوگیری از تجزیه و شکست دستگاه استفاده می‌شود. دستگاه‌های فسفرین با لایه کپسوله برای هفته‌ها عملکرد خود را حفظ می‌کنند، در حالی که در معرض شرایط محیطی در طی یک هفته خرابی دستگاه را تجربه می‌کنند.      

### الکترود باتری
فسفرین یک ماده آند امیدوار کننده برای باتری‌های قابل شارژ مانند باتری‌های لیتیوم-یون، درنظر گرفته می‌شود. فضای بین‌لایه‌ای باعث ذخیره و انتقال لیتیوم می‌شود. تعداد لایه و اندازه جانبی فسفرین بر پایداری و ظرفیت آند تأثیر می‌گذارد. 

### اینورتر (مبدل جریان مستقیم به متناوب)
محققان همچنین اینورتر CMOS (مدار منطقی) را با ترکیب ترانزیستور PMOS فسفرین و ترانزیستور MoS۲ NMOS ساخته‌اند و به مجتمع‌سازی ناهمگن زیاد بلورهای فسفرین نیمه‌رسانا به عنوان ماده جدید کانال برای کاربردهای بالقوه الکترونیکی دست یافته‌اند.  در اینورتر، ولتاژ منبع تغذیه ۱ ولت تنظیم شده است و ولتاژ خروجی یک انتقال واضح از مقدار VDD به ۰ را در محدوده ولتاژ ورودی از ۲- تا ۱۰- ولت نشان می‌دهد. حداکثر بهره حدود ۱.۴ حاصل می‌شود.

### مواد دهنده سلول خورشیدی (اپتوالکترونیک)
کاربردهای بالقوه فسفرین دو لایه مخلوط در مواد سلول خورشیدی نیز مورد بررسی قرار گرفته‌است که به‌عنوان دهنده نیز عمل می‌کند.  

### مدارهای انعطاف‌پذیر

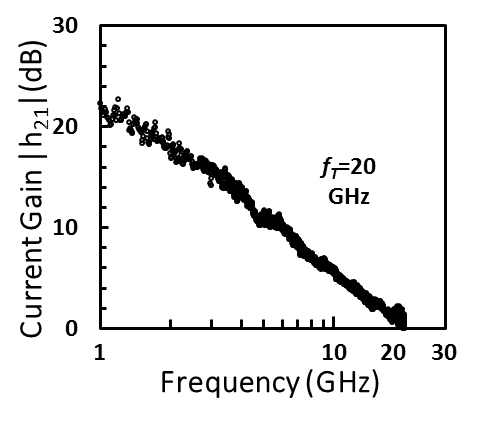
مشخصه الکتریکی ترانزیستور فسفر سیاه انعطاف‌پذیر که فرکانس قطع ذاتی ۲۰ گیگاهرتز را نشان می‌دهد.

فسفرین به‌دلیل ماهیت فوق‌العاده نازک با کنترل ایده‌آل الکترواستاتیک و انعطاف‌پذیری مکانیکی بالا، یک کاندید امیدوارکننده برای نانوسیستم‌های انعطاف‌پذیر است.  پژوهشگرها ترانزیستورهای انعطاف‌پذیر، مدارها و دمدولاتور AM را براساس فسفر چندلایه ساخته‌اند که انتقال دوقطبی تقویت‌شده با تحرک حامل بالا در دمای اتاق (تا حدود ۳۱۰ سانتی‌متر مربع بر ولت‌ثانیه) و اشباع جریان بالایی را از خود نشان می‌دهند. واحدهای مدار پایه شامل اینورتر دیجیتال، تقویت‌کننده ولتاژ و دو برابر کننده فرکانس تحقق یافته‌اند.  ساخت ترانزیستورهای فرکانس رادیویی (RF) با بالاترین فرکانس قطع ذاتی ۲۰ گیگاهرتز برای کاربردهای بالقوه در نانوسیستم‌های هوشمند انعطاف‌پذیر با فرکانس بالا نیز محقق شده‌است. 